# 156th New York Infantry Regiment
Le 156th New York Infantry Regiment (alias "Mountain Legion") était un régiment d'infanterie de l'armée de l'Union qui fut levé pour un service de trois années pendant la guerre de Sécession.

## Service
Le 156th New York Infantry est un régiment d'infanterie de l'Union qui a été organisé à Kingston, New York, à partir du 23 août 1862. Le régiment s'est engagé pour trois ans de service le 17 novembre 1862 sous le commandement du colonel Erastus Cooke et avec le Lieutenant Colonel Jacob Sharpe et le Major Louis Schaffner pour compléter les plus gradés de l'État-major.
Le régiment a été rattaché à la Division Sherman, département du Golfe, jusqu'en janvier 1863. Il a été embrigadé dans la 1re Brigade, 3e Division, XIXe Corps, département du Golfe, en janvier 1863. Il passe ensuite à la 3e Brigade, 3e Division, XIXe Corps, jusqu'en juillet 1863. Son affectation suivante est la 2e Brigade, 1re Division, XIXe Corps. En août 1863, la seconde brigade comprenait les 31st et 38th Massachusetts Infantry, les 128th, 156th  et 175th New York Infantry, et la 18th New York Battery. Il reste dans cette 2e brigade jusqu'en février 1864. Le 156th New York Infantry passe dans la 3e Brigade commandée par Sharpe (son ancien colonel, et avec le 128th, 175th et 176th New York et le 38th Massachusetts) de la 2e Division (Brigadier-General Cuvier Grover] du XIXe Corps, Département du Golfe, jusqu'en juillet 1864, et il se trouve dans l'Armée de la Shenandoah, Middle Military Division, jusqu'en janvier 1865. Il démarre la dernière année de la guerre dans la 3e Brigade, Division de Grover, District de Savannah en Georgie, et Département du Sud, jusqu'en mars 1865. Il termine la guerre dans la 3e Brigade, 1re Division, Xe Corps de l'Armée de l'Ohio, jusqu'en mai 1865. Il est ensuite dans le district de Savannah en Géorgie, département de Géorgie, jusqu'en juillet 1865.
Le 156th New York Infantry est démobilisé et retiré du service le 23 octobre 1865 à Augusta (Géorgie).

## Service détaillé
Le 4 décembre 1862, le 156th New York Infantry quitte New York en embarquant sur la flotte de transport qui amène l'armée vers La Nouvelle-Orléans (Louisiane). Le vent se fait violent, la flotte se disperse et un navire transportant une partie du 156th New York se brise sur les récifs et fait naufrage.

### Port Hudson 1863
Il est en garnison dans le Camp de Carrollton (Louisiane) jusqu'au 11 février 1863. Il participe à l'expédition de Plaquemine du 11 au 19 février 1863. Il est ensuite à Carrollton jusqu'au 6 mars. Il rejoint Baton Rouge le 6 mars et du 7 au 27 mars participe aux opérations contre Port Hudson (Louisiane). Il rejoint ensuite Alger le 1er avril, puis Berwick City le 9 avril. De là, il participe aux opérations dans l'ouest de la Louisiane du 9 avril au 14 mai 1863. Il fait la Campagne de Bayou Teche du 11 au 20 avril. Il est à Fort Bisland près de Centreville les 12-13 avril puis à Vermillion Bayou le 17 avril et à Opelousas le 20 avril. Il participe à l'expédition d'Opelousas à Alexandrie et Simsport du 5 au 18 mai. Il se déplace à Port Hudson du 22 au 25 mai puis participe au siège de Port Hudson du 25 mai au 9 juillet. Il y effectue plusieurs assauts les 27 mai et 14 juin 1863. Entre -temps il a effectué des expéditions à Clinton du 3 au 8 juin. Il assiste à la reddition de Port Hudson le 9 juillet. Il rejoint Baton Rouge, puis Donaldsonville du 11 au 15 juillet et y restera jusqu'au 15 août.

### Alexandrie 1864
Il reste à Baton Rouge jusqu'en mars 1864. Ensuite, il participe à la Campagne de la rivière Rouge du 23 mars au 22 mai 1864 et se trouve à Alexandrie du 25 mars au 12 avril. Il est à Rivière Cane 23-24 avril. Il collabore à la construction d'un barrage à Alexandrie du 30 avril au 10 mai et participe à des combats à Alexandrie les 2 et 9 mai. Vers le 5 mai, le lieutenant-colonel Foster du 128th New York était sur le navire John Warner qui a été attaqué par les sudistes. Foster y a été blessé et le colonel Jacob Sharpe du 156th New York y a fait un prisonnier. Lorsque le navire s'est retrouvé sur la mauvaise rive, il a été attaqué et trois colonels et plusieurs hommes y ont été tués.

### Plaines de Mansoura
Il retraite sur Morganza du 13 au 20 mai. Il est à Mansourah le 16 mai. Il reste à  Morganza jusqu'en juillet 1864. De Morganza il participe à l'expédition sur l'Atchafalaya du 30 mai au 5 juin. Le 1er juin il est sur la rivière Atchafalaya. Il rejoint Fort Monroe, en Virginie, puis se rend à Washington, DC, du 5 au 29 juillet.

### Vallée de la Shenandoah
Il participe à la Campagne de Sheridan dans la vallée de Shenandoah, du 5 août 1864 au 28 novembre 1864. Il est de la Troisième bataille de Winchester le 19 septembre. Il combat à Fisher's Hill le 22 septembre et à la bataille de Cedar Creek le 19 octobre. Il est de garnison à Kernstown et Winchester jusqu'en janvier 1865.

### Vers la démobilisation
Il se déplace à Savannah, en Géorgie, du 5 au 22 janvier, et reste en poste jusqu'au 5 mars 1865. Il rejoint Wilmington en Caroline du Nord le 5 mars, puis Morehead City le 10 mars et y restera jusqu'au 8 avril 1865. Il est à Goldsboro le 8 avril, puis à Savannah le 2 mai. Il est de service à Savannah (Géorgie) et dans le département de Géorgie jusqu'en octobre 1865 pour y être démobilisé à Augusta le 23 octobre.

## Victimes
Les pertes du régiment se montent à un total de 227 hommes pendant le service soit 4 officiers et 56 hommes de troupe tués ou mortellement blessés, et 3 officiers et 164 hommes de troupe morts de maladie.

## Commandants
- Colonel Eraste Cooke
- Colonel Jacob Sharpe
- Lieutenant-colonel Alfred Neafie

## Voir également
- Liste des régiments de la guerre de Sécession de New York
- New York pendant la guerre civile